# Championnat de France de football de deuxième division 2003-2004
Navigation
Ligue 2 2002-2003 Ligue 2 2004-2005
Cette page résume les résultats de l'édition 2003-2004 du championnat de Ligue 2. La compétition est remportée par l'AS Saint-Étienne pour la 3e fois.

## Les 20 clubs participants
| \| Rouen Besançon Angers Sedan Le Havre Clermont-Ferrand Caen Amiens Troyes Créteil Grenoble Laval Châteauroux Gueugnon Lorient Nancy Istres Niort Saint-Étienne Valence \| Localisation des clubs engagés dans le championnat. |
| Rouen Besançon Angers Sedan Le Havre Clermont-Ferrand Caen Amiens Troyes Créteil Grenoble Laval Châteauroux Gueugnon Lorient Nancy Istres Niort Saint-Étienne Valence                                                           |

| - Amiens SC - SCO Angers - Besançon RC - SM Caen - LB Châteauroux | - Clermont Foot - US Créteil-Lusitanos - Grenoble Foot - FC Gueugnon - FC Istres | - Stade lavallois - Le Havre AC - FC Lorient - AS Nancy-Lorraine - Chamois niortais FC | - FC Rouen - AS Saint-Étienne - CS Sedan-Ardennes - ES Troyes AC - ASOA Valence |

## Classement
Victoire à 3 points.
| Rang | Équipe               | Pts | J  | G  | N  | P  | Bp | Bc | Diff |
| ---- | -------------------- | --- | -- | -- | -- | -- | -- | -- | ---- |
| 1    | AS Saint-Étienne     | 73  | 38 | 22 | 7  | 9  | 44 | 29 | +15  |
| 2    | SM Caen              | 71  | 38 | 20 | 11 | 7  | 56 | 31 | +25  |
| 3    | FC Istres            | 66  | 38 | 19 | 9  | 10 | 44 | 26 | +18  |
| 4    | FC Lorient           | 61  | 38 | 17 | 10 | 11 | 57 | 45 | +12  |
| 5    | CS Sedan-Ardennes R  | 60  | 38 | 15 | 15 | 8  | 42 | 31 | +11  |
| 6    | AS Nancy-Lorraine    | 55  | 38 | 14 | 13 | 11 | 45 | 36 | +9   |
| 7    | Le Havre AC R        | 55  | 38 | 15 | 10 | 13 | 44 | 46 | -2   |
| 8    | Chamois Niortais FC  | 53  | 38 | 13 | 14 | 11 | 47 | 44 | +3   |
| 9    | Amiens SC            | 53  | 38 | 15 | 8  | 15 | 43 | 45 | -2   |
| 10   | ES Troyes AC R       | 52  | 38 | 13 | 13 | 12 | 43 | 48 | -5   |
| 11   | LB Châteauroux       | 49  | 38 | 13 | 10 | 15 | 44 | 49 | -5   |
| 12   | US Créteil-Lusitanos | 45  | 38 | 10 | 15 | 13 | 41 | 47 | -6   |
| 13   | Angers SCO P         | 45  | 38 | 11 | 13 | 15 | 36 | 43 | -7   |
| 14   | Clermont Foot        | 44  | 38 | 9  | 17 | 12 | 36 | 48 | -12  |
| 15   | Grenoble Foot        | 43  | 38 | 9  | 16 | 13 | 38 | 43 | -5   |
| 16   | FC Gueugnon          | 42  | 38 | 9  | 15 | 14 | 40 | 43 | -3   |
| 17   | Stade lavallois      | 42  | 38 | 10 | 12 | 16 | 51 | 55 | -4   |
| 18   | ASOA Valence         | 40  | 38 | 9  | 13 | 16 | 45 | 56 | -11  |
| 19   | Besançon RC P        | 38  | 38 | 8  | 14 | 16 | 37 | 45 | -8   |
| 20   | FC Rouen P           | 29  | 38 | 5  | 14 | 19 | 27 | 50 | -23  |

Promotions et relégations
- Promotion en Ligue 1 2004-2005
- Relégation en National 2004-2005
- 1er tour – Coupe UEFA 2004-2005

Abréviations
- P : Promu de National 2002-2003
- R : Relégué de Ligue 1 2002-2003

1. ↑  La Berrichonne de Chateauroux participe à la Coupe UEFA 2004-2005 grâce à sa place de finaliste obtenue à la Coupe de France 2003-2004. Le Paris SG, gagnant de la coupe, dispute en effet la Ligue des champions 2004-2005 de par sa seconde place en Ligue 1 2003-2004.

### Classement des buteurs
| # | Joueur             | Nationalité   | Club              | Buts |
| - | ------------------ | ------------- | ----------------- | ---- |
| 1 | David Suarez       | France        | Amiens SC         | 17   |
| 2 | Laurent Dufresne   | France        | AS Nancy-Lorraine | 16   |
| 3 | Bertrand Fayolle   | France        | ASOA Valence      | 15   |
| - | Guilherme Mauricio | France        | Stade lavallois   | 15   |
| 5 | Hervé Bugnet       | France        | Le Havre AC       | 13   |
| 6 | Cyrille Watier     | France        | SM Caen           | 12   |
| - | Mansour Boutabout  | Algérie       | FC Gueugnon       | 12   |
| - | Marc-Éric Gueï     | Côte d'Ivoire | LB Châteauroux    | 12   |
| - | Robert Malm        | Togo          | Grenoble Foot     | 12   |
| - | Jacques Rémy       | France        | FC Istres         | 12   |

## Les champions de France de Ligue 2
| Joueur             | Nationalité                      | Poste             | Matchs joués | Buts |
| ------------------ | -------------------------------- | ----------------- | ------------ | ---- |
| Frédéric Antonetti | France                           | entraîneur        | 38           | -    |
| David Hellebuyck   | France                           | Milieu de terrain | 37           | 5    |
| Fabrice Jau        | France                           | Milieu de terrain | 37           | 3    |
| Jérémy Janot       | France                           | Gardien de but    | 37           | 0    |
| Julien Sablé       | France                           | Milieu de terrain | 36           | 1    |
| Nicolas Marin      | France                           | Milieu de terrain | 34           | 6    |
| Lilian Compan      | France                           | Attaquant         | 33           | 11   |
| Frédéric Mendy     | Sénégal                          | Attaquant         | 33           | 4    |
| Hérita Ilunga      | République démocratique du Congo | Défenseur         | 32           | 0    |
| Damien Bridonneau  | France                           | Défenseur         | 30           | 1    |
| Vincent Hognon     | France                           | Défenseur         | 29           | 5    |
| Mickaël Citony     | France                           | Attaquant         | 27           | 1    |
| Stéphane Hernandez | France                           | Défenseur         | 26           | 0    |
| Laurent Morestin   | France                           | Défenseur         | 23           | 0    |
| Lawrence Quaye     | Ghana                            | Milieu de terrain | 16           | 1    |
| Patrice Carteron   | France                           | Défenseur         | 15           | 1    |
| Mickaël Dogbé      | Togo                             | Attaquant         | 10           | 2    |
| Bafétimbi Gomis    | France                           | Attaquant         | 8            | 2    |
| Samy Houri         | France                           | Attaquant         | 2            | 0    |
| Sylvain Meslien    | France                           | Défenseur         | 2            | 0    |
| Loïc Perrin        | France                           | Défenseur         | 2            | 0    |
| Mickaël Pontal     | France                           | Défenseur         | 2            | 0    |
| Pathé Bangoura     | Guinée                           | Attaquant         | 1            | 0    |
| Fabien Debec       | France                           | Gardien de but    | 1            | 0    |
| Fousseni Diawara   | Mali                             | Défenseur         | 1            | 0    |
| Eduardo Oliveira   | Brésil / France                  | Défenseur         | 1            | 0    |